# Psychotria maliensis
Psychotria maliensis là một loài thực vật có hoa trong họ Thiến thảo. Loài này được Schnell miêu tả khoa học đầu tiên năm 1957.